# Namecheap
Namecheap ist ein US-amerikanischer Domain-Registrar und Webhoster mit Sitz in Phoenix im US-Bundesstaat Arizona. Der Domain-Registrar ist offiziell von der ICANN akkreditiert.
Das Unternehmen bietet Dienstleistungen für Domainnamen an, einschließlich Domainregistrierung, -transfer und -erneuerung, sowie Schutz der Domain-Privatsphäre. Darüber hinaus bietet Namecheap auch Hosting-Produkte an.
Namecheap verwaltet heute (Stand 2023) mehr als 17 Millionen Domains.

## Geschichte
Das Unternehmen wurde im Jahr 2000 von Richard Kirkendall gegründet. Seit März 2013 bietet Namecheap als einer von wenigen Webhostern Bitcoin als Zahlungsmethode an.